# Ateńska
Ateńska – osiedle mieszkaniowe w dzielnicy Praga-Południe w Warszawie.

## Położenie i charakterystyka
Osiedle Ateńska znajduje się na warszawskiej Pradze-Południe, na obszarze Miejskiego Systemu Informacji Saska Kępa. Zostało wybudowane w latach 1971–1976 według projektu Lucjana Dutkowskiego i Tadeusza Koźmińskiego. Jest położone między ulicami: Afrykańską, Egipską, Ateńską i Wałem Miedzeszyńskim. Przez jego obszar przebiegają także ulice: Arabska i Nubijska. Pierwotnie miało nosić imię Kopernika, jednak tymczasowa nazwa przyjęła się na stałe.
Osiedle składa się z kilkunastu budynków wielorodzinnych wybudowanych w technologii wielkoblokowej „Ż” o pięciu kondygnacjach oraz dwóch budynków jedenastokondygnacjnych. Niska zabudowa w stosunku do sąsiednich osiedli wynikała z bliskości lotniska na Gocławiu. W blokach zaprojektowano 1113 mieszkań dla ok. 4 tys. mieszkańców. Zabudowę uzupełniają pawilony handlowo-usługowe i klub osiedlowy zaprojektowane przez Jerzego Kumelowskiego. Pierwotnie planowano także szkołę i dwa przedszkola. Powierzchnia osiedla wynosi 8,8 hektara. 
Inwestorem była Spółdzielnia Mieszkaniowa „Osiedle Młodych”. Osiedlem zarządza powstała z jej podziału w 1999 Spółdzielnia Budowlano-Mieszkaniowa „Ateńska”.
Osiedle otrzymało wyróżnienie w konkursie „Mister Warszawy” organizowanym przez dziennik „Życie Warszawy” za 1976 rok.
Na zachód od osiedla wzniesiono osiedla domów jednorodzinnych: Ateńska II według projektu Jerzego Kumelowskiego oddane do użytku przed 1989 oraz Ateńska III autorstwa Wojciecha Hermanowicza, Elżbiety Kozłowskiej, Piotra Majewskiego i Andrzeja Wyszyńskiego wybudowane po 1990 roku.

## Galeria
| - Makieta osiedla zaprezentowana na łamach tygodnika „Stolica” w 1972 roku - Osiedle od zachodu. Na pierwszym planie dwa budynki jedenastokondygnacyjne - Neon z logiem osiedla oraz mozaika z układem planetarnym znajdujące się na budynku usługowym wchodzącym w skład osiedla Kępa Gocławska |